# Сумерский, Николай Васильевич
Николай Васильевич Сумерский — советский хозяйственный, государственный и политический деятель.

## Биография
Родился в 1927 году в Вадинске. Член КПСС.
С 1948 года — на хозяйственной, общественной и политической работе. В 1948—1996 гг. — мастер, заместитель начальника, начальник паровозосборочного цеха Лиепайского паровозоремонтного завода, главный инженер Зилулской МТС, контрольный мастер, начальник цеха, главный инженер, начальник Ярославского паровозоремонтного/электровозоремонтного завода, первый секретарь Красноперекопского райкома КПСС города Ярославля, заведующий промышленно-транспортным отделом обкома КПСС, председатель Ярославского облсовпрофа.
Делегат XXV и XXVI съездов КПСС.
Жил в Ярославле.